# L'Amour tombé du toit

L'Amour tombé du toit (Ich steig' Dir aufs Dach, Liebling) est un téléfilm allemand réalisé par Kathrin Feistl, et diffusé en 2009.

## Fiche technique
- Titre allemand : Ich steig' Dir aufs Dach, Liebling
- Réalisation : Kathrin Feistl
- Scénario : Caroline Hecht
- Photographie : Carl-Friedrich Koschnick
- Musique : Andreas Schäfer et Biber Gullatz
- Durée : 89 min

## Distribution
- Mira Bartuschek : Lilly Lehmberg
- Sebastian Ströbel : Lukas Lehmberg
- Steffen Groth : Kai Urban
- Hansjürgen Hürrig : Herbert Pasulke
- Hendrik Arnst (de) : Norbert Walther
- Marie Gruber : Frida Steffen
- Wolke Hegenbarth : Sabine
- Adrian Can : Marc
- Martin Glade : Stefan